# Сент-Клер Эрскин, Джеймс, 3-й граф Росслин
Дже́ймс Александр Сент-Кле́р Эрскин, 3-й гра́ф Росслин (англ. James Alexander St Clair-Erskine, 3rd Earl of Rosslyn; 15 февраля 1802 — 16 июня 1866) — британский аристократ и военачальник, 3-й граф Росслин (1837–1866).

## Биография
Джеймс был единственным сыном Джеймса Сент-Клера Эрскина, 2-го графа Росслин и его супруги Гарриет Элизабет Бувери, дочери Эдварда Бувери и Гарриет Фолкнер. Получил образование в Итонском колледже.
В 1819 году, в звании корнета поступил на службу в 9-й королевский уланский полк и в следующем году получил звание лейтенанта. В 1823 году, Джеймс получил звание капитана и к 1828 году он дослужился до звания подполковника 9-го уланского полка. В 1830 году, Джеймс был избран в парламент, членом которого оставался до 1832 года.
В 1837 году, после смерти отца стал 3-м графом Росслин, а в 1841 году Джеймс стал членом Тайного совета. В том же году, Роберт Пиль назначил его на должность мастера королевской псарни, которым он был до 1846 года. В 1852 году, он во второй раз занимал эту должность, в течение десяти месяцев.
В 1854 году, Джеймс получил звание генерал-майора, затем в 1859 году он стал генерал-лейтенантом, а в 1864 году ему был присвоено звание полковника 7-го королевского гусарского полка. Помимо этого, Джеймс, с 1860 по 1866 год, командовал 1-м файфширским конным стрелковым добровольческим корпусом и занимал должность заместителя государственного секретаря по вопросам войны.
Скончался 16 июня 1866 года, в возрасте 64 лет, получив за два месяца до смерти звание генерала. Его наследником стал второй сын Роберт.

## Семья
В 1826 году, женился на Фрэнсис Уэмисс, дочери генерал-лейтенанта Уильяма Уэмисса и Фрэнсис Эрскин; у них было трое детей:
- Дост. Джеймс Александр Джордж Сент-Клер-Эрскин (1830 ― 1851), умер неженатым;
- Роберт Сент-Клер Эрскин (2 марта 1833 — 6 сентября 1890), 4-й граф Росслин (1866—1890);
- Леди Гарриет Элизабет Сент-Клер Эрскин (ум. 1867), вышла замуж за Георга Герберта Мюнстера; брак был бездетным.